# تاتابانيا
تاتابانيا (بالألمانية: Totiserkolonie) هي مَدينة في شَمال غَرب المجر في منطقة مركز ترانسدانوبيا، تحتوي على 67,753 نسمة، وتعتبر عاصمة مقاطعة كوماروم-إستركوم.

## معرض صور

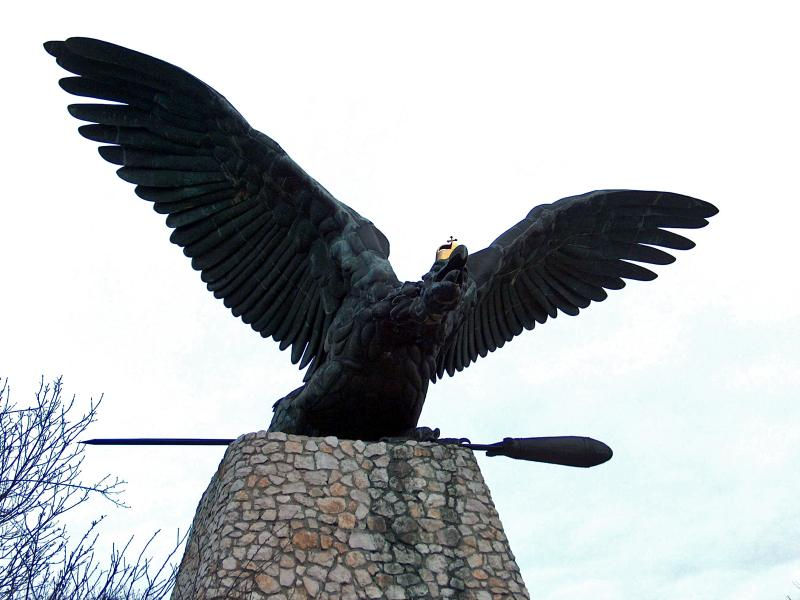
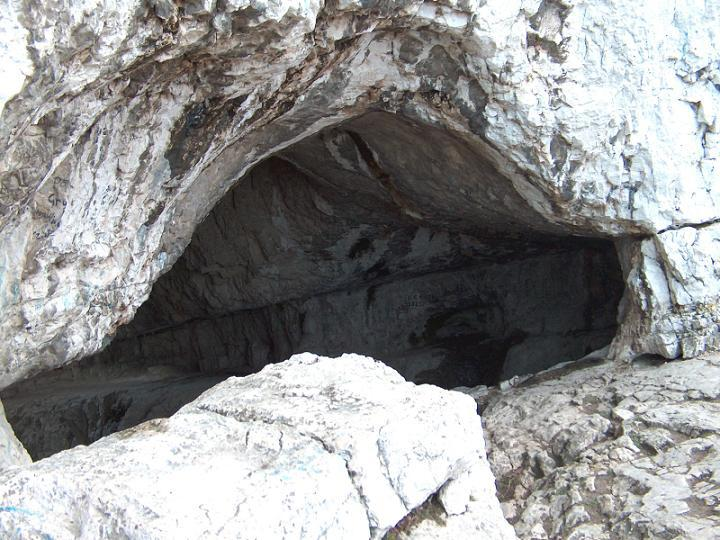
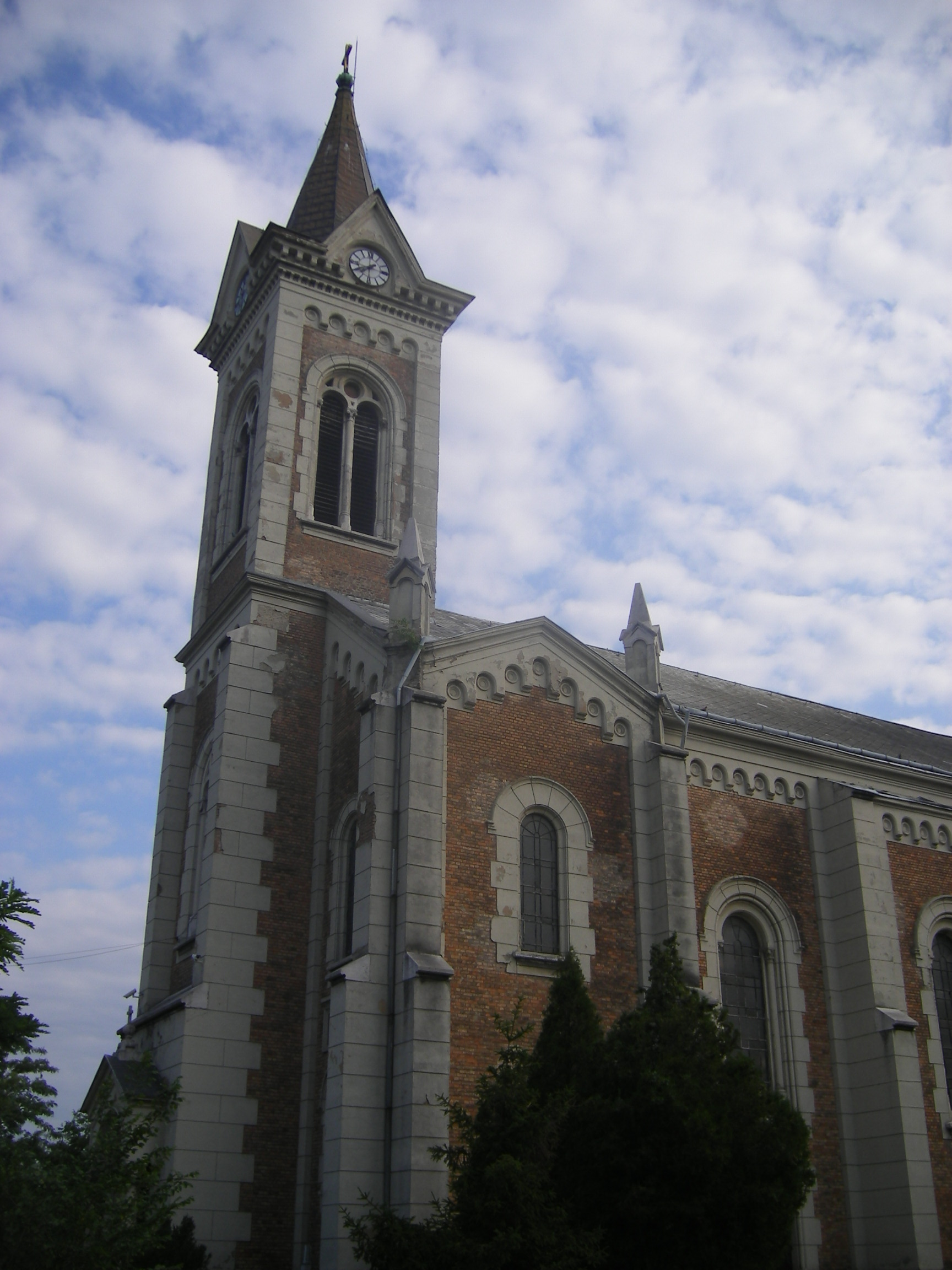
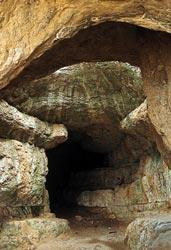
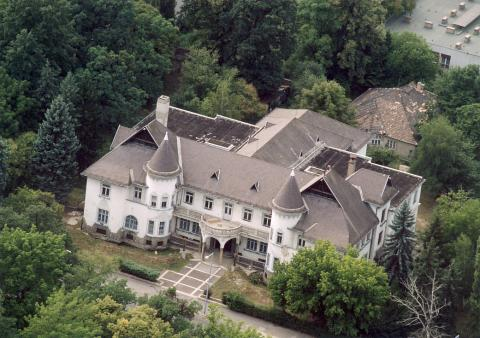
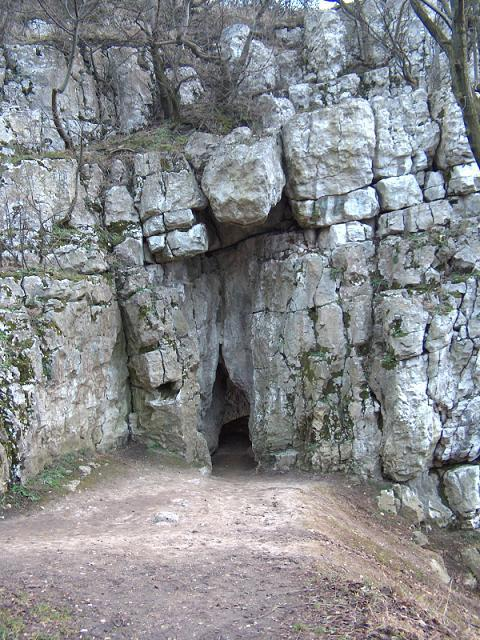

## توأمة
لتاتابانيا اتفاقيات توأمة مع كل من:
- آلن
- بنجن
- Christchurch, Dorset [الإنجليزية]‏
- فيرفيلد
- إيجيفسك
- Odorheiu Secuiesc [الإنجليزية]‏
- بازارجيك

## أعلام
- لاسلو كوفاتش
- ريتا ديلي
- أورسوليا هير
- غوستاف سيبيشي
- ميكلوش فيهير
- أنيتا هير

## روابط خارجية
- الموقع الرسمي
- Civertan.hu، تصوير جوي لِتاتابانيا.